# Bach (cratère)
Pour les articles homonymes, voir Bach (homonymie).
Bach est le nom d'un cratère d'impact présent sur la surface de Mercure depuis 4 milliards d'années, soit la fin de la période de bombardement intense.
Le cratère fut ainsi nommé en 1976 par l'Union astronomique internationale en hommage à Johann Sebastian Bach. Il s'agit d'un cratère à couronne double parfaitement circulaire qui doit son fond lisse à des épanchements de lave. Son diamètre est de 214 km.
Il a donné son nom à la région de Mercure dans laquelle il se situe (quadrangle H-15), depuis la cartographie de la zone rendue possible par le passage de la sonde MESSENGER.